# Broadford Airfield
Broadford Airfield (engelska: Ashaig Airstrip, Broadford Aerodrome, Isle of Skye (Broadford) Airfield) är en flygplats i Storbritannien.   Den ligger i kommunen Highland och riksdelen Skottland, i den nordvästra delen av landet, 700 km nordväst om huvudstaden London. Broadford Airfield ligger 8 meter över havet. Den ligger på ön Isle of Skye.
Terrängen runt Broadford Airfield är kuperad söderut, men norrut är den platt. Havet är nära Broadford Airfield norrut.Runt Broadford Airfield är det glesbefolkat, med 8 invånare per kvadratkilometer. Närmaste större samhälle är Glenelg, 13,2 km öster om Broadford Airfield. 